# (7660) Alexanderwilson
(7660) Alexanderwilson  es un asteroide que cruza la órbita de Marte, descubierto el 5 de noviembre de 1993 por Robert H. McNaught desde el Observatorio de Siding Spring, en Australia.

## Designación y nombre
Alexanderwilson se designó inicialmente como 1993 VM1.
Más adelante fue nombrado en honor al astrónomo escocés Alexander Wilson (1714-1786).

## Características orbitales
Alexanderwilson orbita a una distancia media del Sol de 1,9101 ua, pudiendo acercarse hasta 1,6427 ua y alejarse hasta 2,1774 ua. Tiene una excentricidad de 0,1399 y una inclinación orbital de 23,1505° grados. Emplea en completar una órbita alrededor del Sol 964 días.

## Características físicas
Su magnitud absoluta es 14,4. Tiene 3,155 km de diámetro. Su albedo se estima en 0,348. El valor de su periodo de rotación es de 5,924 h.